# Muhuwesi (Bezirk)
Muhuwesi ist ein Verwaltungsbezirk (Ward) des Distrikts Tunduru in der tansanischen Region Ruvuma.

## Geografie
Muhuwesi liegt im Süden von Tansania etwa 40 Kilometer Luftlinie nordöstlich der Distrikthauptstadt Tunduru. Der größte Ort des Bezirks ist Kwitanda.
Das Klima in Kwitanda ist tropisch, Aw nach der effektiven Klimaklassifikation. In den Monaten Dezember bis März gibt es ergiebige Niederschläge von monatlich über 100 Millimeter, die Zeit von Juni bis September ist sehr trocken. Die Durchschnittstemperatur schwankt zwischen 21,9 Grad Celsius im Juli und 27,3 Grad im November.
Der Bezirk grenzt im Norden an die Region Lindi, im Osten an den Bezirk Majimaji, im Süden an Sisikwasisi, und im Westen an Masonya. Bei der Volkszählung 2022 lebten 14.194 Menschen in 4087 Haushalten auf einer Fläche von 945 Quadratkilometern.

## Gliederung
Der Bezirk besteht aus drei Gemeinden (Mtaa) mit 34 Orten (Kitongoji):
| Muhuwesi - Shuleni - Misechela - Mashineni - Muungano - Azimio - Magomeni - Legezamwendo - Mkwajuni - Mapinduzi - Kilimanihewa - Tulieni - Amani - Minazini - Kotazi - Miungo - Mnazimmoja - Majengo A - Kilimanihewa - Majengo B | Msagula - Mchangani - Kilimahewa - Mwangaza - Migombani - Misufini - Minazini - Msikitini - Michungwani - Umoja | Chingulungulu - Temeke - Nanjali - Muhimbili - Mchangani - Rahaleo - Majengo |

## Wirtschaft und Infrastruktur
- Bildung: Im Bezirk gibt es zwei weiterführende Schulen.[9] Die staatliche Muhuwesi Secondary School bildet knapp 200 Mädchen und Burschen bis zur 4. Stufe aus. Die Muhuwesi Seminary ist eine von der katholischen Kirche geführte Internatsschule.[10]
- Gesundheit: In Muhuwesi liegt eine staatliche Apotheke.[11]
- Verkehr: Die wichtigste Verkehrsverbindung ist die asphaltierte Nationalstraße T6, die nach Osten nach Mtwara und nach Westen über Tunduru in die Regionshauptstadt Songea führt.[12]